# Jan Van Steenberghe
Jan Van Steenberghe (Lokeren, 4 juli 1972) is een gewezen Belgische voetballer. Hij speelde als doelman. Van Steenberghe begon bij de jeugd van KSC Lokeren in 1985. Na zes jaar vertrok de doelman naar Standaard Wetteren.

## Spelerscarrière
In 1994 kwam hij terecht bij Eendracht Aalst. De doelman werd een vaste waarde in het A-elftal van Aalst. De club speelde een sterk seizoen en in 1994 won Aalst-spits Gilles De Bilde de Gouden Schoen.
In het jaar 2000 trok Van Steenberghe naar het Waalse La Louvière. Hij vertrok naar Antwerp FC in 2001. Daar kreeg de doelman nauwelijks speelkansen en zo keerde hij terug naar La Louvière. In 2003 won La Louvière de Beker van België, onder andere dankzij een sterk spelende Jan Van Steenberghe. Het leverde hem dat jaar een transfer op naar RSC Anderlecht.
Bij Anderlecht werd hij aangetrokken als derde doelman. In 2004/05 kreeg hij door het falen van doelman Tristan Peersman en de blessure van Daniel Zitka toch de kans om als doelman van RSC Anderlecht wedstrijden te kunnen spelen. Op dat moment liet hij zien dat hij nog steeds rust uitstraalt en een goede keeper is. Op 7 december 2004 maakte hij zijn officiële debuut voor de club in de Champions League-groepswedstrijd tegen Inter Milan. Het leverde hem in juni 2005 zowaar een selectie voor de Rode Duivels op: doordat Silvio Proto niet honderd procent fit was, riep bondscoach Aimé Antheunis in extremis ook Van Steenberghe op voor de WK-kwalificatiewedstrijd tegen Servië en Montenegro.
In 2005 versierde Proto een transfer van La Louvière naar Anderlecht. Proto werd eerste doelman voor Zitka en Van Steenberghe. Van Steenberghe kreeg nog vaak aanbiedingen van kleine clubs, maar wil liever derde doelman blijven bij het grotere RSC Anderlecht.
In 2006 kwam ook Davy Schollen Anderlecht vervoegen als doelman en schoof Van Steenberghe op 35-jarige leeftijd nog een rank achteruit en werd vierde doelman. Desondanks bleef hij, om zijn contract bij Anderlecht uit te doen. Hij zou zich meer en meer gaan bezighouden met het begeleiden van de jeugddoelmannen. Met Anderlecht behaalde hij in totaal drie landstitels.
Eind 2007 kondigde hij aan dat hij na de winterstop zou stoppen als keeper, maar in november maakte hij bekend dat hij stopte met voetballen.

## Trainerscarrière

### KAA Gent
Op 15 juni 2008 werd bekend dat Van Steenberghe onder leiding van Michel Preud'homme bij KAA Gent de keepers onder zijn hoede nam. Hij tekende bij AA Gent een contract van twee jaar. Met AA Gent won hij in 2010 de Beker Van België.  In de zomer van 2010 nam hij om persoonlijke redenen afscheid van de bekerwinnaar en werd hij opgevolgd door Jacky Munaron.

### Club Brugge
In 2014 werd Jan Van Steenberghe keeperstrainer bij Club Brugge, waar hij opnieuw onder de leiding van Michel Preud'homme de keepers onder zijn hoede nam. Hij werd er de vervanger van Ricardo López, die destijds was aangetrokken op voorspraak van Juan Carlos Garrido. Hierdoor moest hij een stap terugzetten bij KVC Jong Lede, de club waar hij sinds 2013 sportief manager was en eerder ook al een paar jaar actief was geweest als jeugdcoördinator.
Onder de leiding van Van Steenberghe werden doelmannen Mathew Ryan en Ludovic Butelle verkozen tot Doelman van het Jaar: Ryan kreeg deze prijs op het Gala van de Profvoetballer van het Jaar 2014 en 2015 en op de verkiezing van de Gouden Schoen 2014, en Butelle op de verkiezing van de Gouden Schoen 2016.
Ook na het vertrek van Michel Preud'homme bleef Van Steenberghe aan als keeperstrainer van Club Brugge. In december 2017 gingen beide partijen echter uit elkaar. Een verschil in visie met de nieuwe trainer Ivan Leko zorgde al in het begin voor wrijving, de vormcrisis van Ethan Horvath en Guillaume Hubert was de uiteindelijke druppel. Club Brugge werd op het einde van het seizoen kampioen, maar voerde dat seizoen niet minder dan zes keeperswissels door: kort voor het vertrek van Van Steenberghe werd Ludovic Butelle weer opgevist na een halfjaar bankzitten, in de terugronde kregen de in de winter aangetrokken Vladimir Gabulov en Kenneth Vermeer een kans, maar uiteindelijk was het met Ethan Horvath in doel dat Club Brugge het seizoen afsloot.

### KSV Roeselare
In januari 2018 werd Van Steenberghe assistent-trainer bij KSV Roeselare, waar Jordi Condom Aulí net was aangesteld als hoofdtrainer. Roeselare, dat in het seizoen 2016/17 nog de promotiefinale verloren tegen Antwerp FC, was bij de komst van Van Steenberghe quasi zeker van de play-downs. Roeselare bleef tijdens deze play-downs ongeslagen tegen AFC Tubize, Union Sint-Gillis en KVC Westerlo en verzekerde zo probleemloos het behoud in Eerste klasse B. Na afloop van het seizoen verliet Van Steenberghe de club voor Standard Luik.

### Standard Luik
In juni 2018 haalde Michel Preud'Homme, die na zijn vertrek bij Club Brugge een sabbatjaar nam maar in mei 2018 terugkeerde bij Standard Luik, Van Steenberghe naar Sclessin. Daar ging hij aan de slag met Guillermo Ochoa, Jean-François Gillet en de jonge Arnaud Bodart. In 2021 nam Van Steenberghe na drie seizoenen afscheid van de club.

### Guinee & Red Flames
In 2022 werd Van Steenberghe de nieuwe keeperstrainer van Guinee. In augustus 2022 ging Van Steenberghe ook aan de slag als keeperstrainer van de Red Flames als opvolger van Sven Cnudde, die elf jaar actief was bij de nationale vrouwenvoetbalploeg. Met Guinee bereikte hij in februari 2024 de kwartfinale van de Afrika Cup 2023.

## Statistieken
| Seizoen | club               | competitie    | land   | wed. | goals |
| ------- | ------------------ | ------------- | ------ | ---- | ----- |
| 1991-94 | Standaard Wetteren | Derde Klasse  | België | ?    | ?     |
| 1994/95 | Eendracht Aalst    | Eerste Klasse | België | 1    | 0     |
| 1995/96 | Eendracht Aalst    | Eerste Klasse | België | 13   | 0     |
| 1996/97 | Eendracht Aalst    | Eerste Klasse | België | 1    | 0     |
| 1997/98 | Eendracht Aalst    | Eerste Klasse | België | 29   | 8     |
| 1998/99 | Eendracht Aalst    | Eerste Klasse | België | 1    | 0     |
| 1999/00 | Eendracht Aalst    | Eerste Klasse | België | 26   | 0     |
| 2000/01 | La Louvière        | Eerste Klasse | België | 5    | 0     |
| 2001/02 | Antwerp FC         | Eerste Klasse | België | 0    | 0     |
| 2002/03 | La Louvière        | Eerste Klasse | België | 13   | 0     |
| 2003/04 | RSC Anderlecht     | Eerste Klasse | België | 0    | 0     |
| 2004/05 | RSC Anderlecht     | Eerste Klasse | België | 13   | 0     |
| 2005/06 | RSC Anderlecht     | Eerste Klasse | België | 0    | 0     |
| 2006/07 | Anderlecht         | Eerste Klasse | België | 0    | 0     |
| 2007/08 | Dender             | Eerste Klasse | België | 3    | 0     |

## Erelijst
| Competitie             |             |                           |             |             |
| Competitie             | Aantal      | Jaren                     |             |             |
| La Louvière            | La Louvière | La Louvière               | La Louvière | La Louvière |
| ---------------------- | ----------- | ------------------------- | ----------- | ----------- |
| Beker van België       | 1x          | 2002/03                   |             |             |
| RSC Anderlecht         |             |                           |             |             |
| Belgisch Landskampioen | 1x          | 2003/04, 2005/06, 2006/07 |             |             |
| Belgische Supercup     | 1x          | 2006                      |             |             |